# Ronald Golias
Ronald Golias (São Carlos, 4. svibnja 1929. – São Paulo, 27. rujna 2005.), brazilski glumac.

## Vanjske poveznice
- Ronald Golias u internetskoj bazi filmova IMDb-u (engl.)